# David Monteagudo
David Monteagudo (Vivero, Lugo, 1962) es un escritor español.  
David Monteagudo nació en Vivero, en la provincia de Lugo, aunque se trasladó con su familia a Cataluña cuando tenía cinco años. Trabajaba en una fábrica de cartonaje en Villafranca del Panadés ajeno a los círculos literarios, aunque siempre le había atraído la literatura. Empezó a escribir sistemáticamente al cumplir cuarenta años. En 2009 saltó a la popularidad literaria cuando logró que su novela, Fin, fuera publicada por la editorial Acantilado con éxito de crítica y público. En 2012, este relato fue llevado al cine con el mismo título, dirigido por Jorge Torregrossa y protagonizado por Maribel Verdú y Clara Lago. Desde entonces ha publicado nueve libros más. Ha sido traducido a seis idiomas. También obtuvo los premios Mandarache y Nocte del año 2010. Recientemente (2023), con su novela Anta, ganó el 1er Premio de novela corta Pedro Carbonell Castillero (Fantasía y Ciencia Ficción). El jurado valoró la calidad literaria de la obra, la capacidad para imaginar un mundo extraterrestre en todos sus aspectos, y el trasfondo existencial de una narración que resulta sumamente entretenida.

## Obras publicadas
- Anta, 2024, editorial Libros del Futuro
- Fotomatón, 2023, editorial Mr. Griffin
- Fin (reedición comentada 10º aniversario), 2020, editorial :Rata_
- Si quieres que te quieran, 2019, editorial :Rata_
- Hoy he dejado la fábrica, 2018, editorial :Rata_
- Crónicas del amacrana, 2017, editorial Rayo Verde
- Invasión, 2015, editorial Candaya
- El edificio, 2012, editorial Acantilado
- Brañaganda, 2011, editorial Acantilado
- Marcos Montes, 2010, editorial Acantilado
- Fin, 2009, editorial Acantilado